# 熱帯気候
|   |        |     |     |     |     |    |     |     |     |     |     |     |     |     |     |     |     |     |
|   |        | fa  | fb  | fc  | fd  | m  | wa  | wb  | wc  | wd  | sa  | sb  | sc  | sd  |     |     |     |     |
| E | 寒帯   |     |     |     |     |    |     |     |     |     |     |     |     |     | ET  | ET  | EF  | EF  |
| D | 亜寒帯 | Dfa | Dfb | Dfc | Dfd |    | Dwa | Dwb | Dwc | Dwd | Dsa | Dsb | Dsc | Dsd |     |     |     |     |
| C | 温帯   | Cfa | Cfb | Cfc |     |    | Cwa | Cwb | Cwc |     | Csa | Csb | Csc |     |     |     |     |     |
| B | 乾燥帯 |     |     |     |     |    |     |     |     |     |     |     |     |     | BSh | BSk | BWh | BWk |
| A | 熱帯   | Af  | Af  |     |     | Am | Aw  | Aw  |     |     | As  | As  |     |     |     |     |     |     |

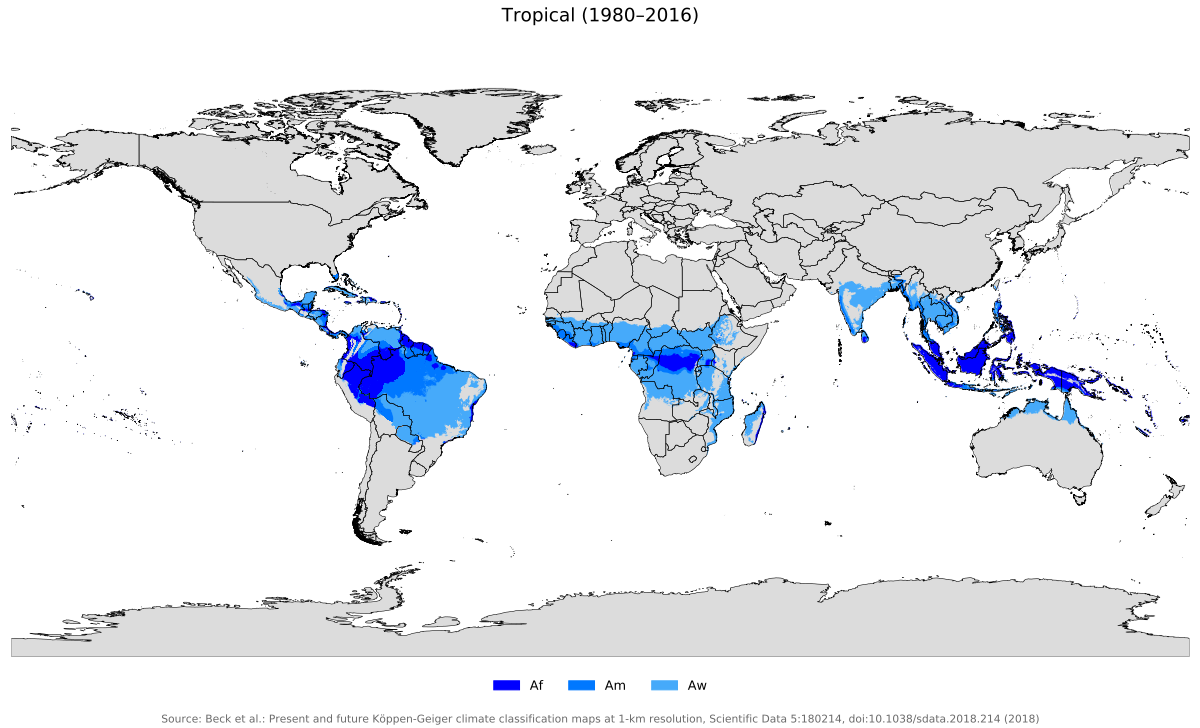
熱帯気候が見られる地域。サブタイプごとに色分けされ、カッコ内にはケッペンによる略号が示されている。赤道の線を強調している。
熱帯雨林気候 (Af)
熱帯モンスーン気候 (Am)
サバナ気候 (夏が乾季: As・冬が乾季: Aw)

熱帯気候（ねったいきこう、英:Tropical climate）はケッペンの気候区分における5種類の主要な気候区分のうち1番目のもので、Aの略符号で表される。
定義として、最も涼しい月の1か月の平均気温が18 °C (64.4 °F)以上であると定められているとおり、熱帯気候に属する地域は年間を通して高温である。
熱帯気候における年間降水量はほとんどの地域で多く、降り方には季節的な周期があるが、この乾季の程度には地域によって大きな違いがある。年間の気温変化は小さいことが多いため、熱帯気候における季節は夏と冬で分ける場合は少なく、多くの場合この雨季と乾季の2つしかない。
日照時間の長さと低緯度による太陽高度の高さも相まって、強い日差しが続くこともこの気候の特徴である。
熱帯気候の区分中にはさらに3種類のサブグループが存在し、それぞれ熱帯雨林気候(Af)、熱帯モンスーン気候(Am)、サバナ気候(冬が乾季の場合Aw、夏が乾季の場合As)と呼ばれており、年間降水量やその地域で最も乾燥した月の降水量をもとに分類されている。

## ケッペンの気候区分における分類

熱帯雨林気候の地域分布

ドイツの気候学者ウラジミール・ペーター・ケッペンが考案したケッペンの気候区分は、世界で最も広く用いられている気候区分体系の1つである。
最も涼しい月の1か月の平均気温が18 °C (64.4 °F)かそれ以上で、かつ乾燥帯に属しない気候帯を熱帯気候に分類している。乾燥帯の定義は年間降水量が乾燥限界を下回ると定められているので、気温の定義を満たしても降水量が少なすぎれば熱帯気候ではなく乾燥帯への分類が優先される。
熱帯気候に属する地域は、熱帯と呼ばれる北回帰線（北緯23度26分22秒）と赤道の間、および南回帰線（南緯23度26分22秒）と赤道の間の地域に多く見られる。具体的には、赤道直下の地域、中央アメリカや南アメリカ北部、アフリカ中部、アジア南部、オーストラリア北部、そして太平洋の島々などが該当する。日本では宮古島や石垣島をはじめとする先島諸島、南鳥島、沖ノ鳥島が熱帯気候の定義を満たしている。
ケッペンは熱帯気候をさらに3種類、熱帯雨林気候(Af)・熱帯モンスーン気候(Am)、サバナ気候(Aw/As)に分類した。この3グループへの分類は、その地域で最も雨が少ない月の降水量を表すPdryという値で行われ、Pdryがそれぞれの気候における基準値を上回る/下回るかで判断される。この基準値はその地域の平均年間降水量(mean annual precipitation)を含む簡単な計算式で導出されるため、地域によって値は異なる。
具体的には、
- Pdryが60 mm (2.4 インチ）以上・・・熱帯雨林気候
- Pdryが60 mm未満、{\displaystyle (100-{\tfrac {mean\ annual\ precipitation(mm)}{25}})} mm以上・・・熱帯モンスーン気候
- Pdryが{\displaystyle (100-{\tfrac {mean\ annual\ precipitation(mm)}{25}})} mm未満・・・サバナ気候

と分類されている。たとえば南鳥島の1991年-2020年までの平均のPdry=43.4 mm（2月）は平均年間降水量（1052.8 mm）から計算される基準{\displaystyle (100-{\tfrac {1052.8(mm)}{25}})}= 57.9 mmを下回るので、サバナ気候に属することになる。

## 熱帯気候のバイオーム

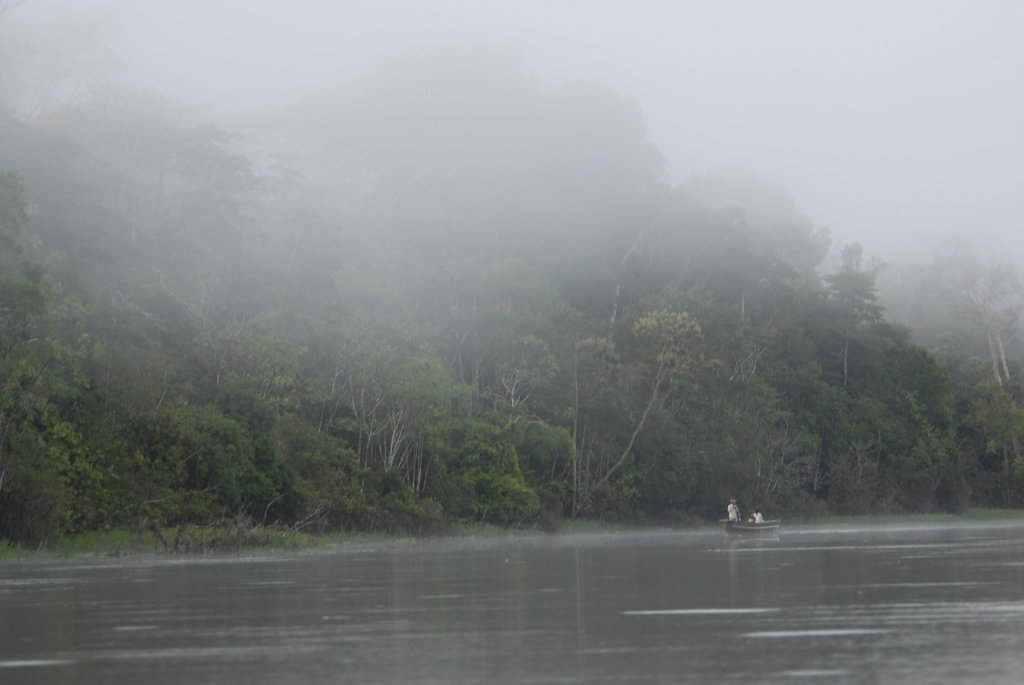
ペルー・イキトス近くのアマゾン熱帯雨林

熱帯気候には通常、雨季と乾季の2つの季節しか存在しない。それぞれの季節の長さは地域によって大きく異なる。年間の気温変化も小さい。
高い気温と豊富な降水量のおかげで、多くの植物が年中を通して成育できる。高温多湿の環境は着生植物の成育に最も適している。
熱帯気候の地域の多くで、植生は高い木の下の低木、低木の下の茂み、茂みの下の草といったように、層状に成育する。熱帯の植物の中には、コーヒー、カカオ、アブラヤシといった資源となるような植物種も多い。

### 自然植生
熱帯雨林の植生は、ブーゲンビリアやクラーレ、ココヤシ、バナナ、ベンガル竹などを含む。
熱帯モンスーン気候の地域の植生は、チーク、竹、ヒマラヤスギ、ローズウッド、サンダルウッドなどが多い。
サバナ気候では、ナピアグラス、ユーカリ、フルートアカシア、セネガルアカシア、ジャラなどの植生がみられる。

## 熱帯雨林気候
ケッペンの気候区分で熱帯雨林気候Af（fはドイツ語で湿気を表すfeuchtに由来する）にあたる地域は、多くの場合赤道から南北両方に、5度から10度までの緯度範囲の中に分布する。
熱帯雨林気候において気温は特に高く、年間平均気温は21 °Cから30 °C (70 °Fから85 °F)の間まで達し、降水量は年間2500 mmを超える。季節は1年を通じてほぼ同じで、干ばつに見舞われることもほとんどない。
熱帯雨林気候にあたる地域は南アメリカのアマゾン盆地北部、アフリカのコンゴ盆地北部、東インド諸島などが含まれる日本では、沖縄の先島諸島の大部分や大東諸島南部がこれに属する。
ほかの熱帯気候と比べた熱帯雨林気候の違いとして、多雨環境により植物の種類が多いことがあげられる。多くの植物が、植物の表面から大気中に水分を蒸発させる現象である蒸散を起こすことも、湿度を上げることに寄与している。高温多湿の環境が熱帯雨林気候下の植生の多様性と特異性に大きな恩恵を与えている。植生は多くの日光を受け取ることを目的として垂直方向に発達し、これは他の気候では珍しい。

## 熱帯モンスーン気候
ケッペンの気候区分では、熱帯モンスーン気候を年間を通じて高温で気温変化が小さく、年間降水量も多い気候として分類している。ただ、熱帯雨林気候との違いは短い乾季が存在することで、これはほとんどの地域で冬（寒冷になることはないが、太陽高度が最も低い季節として定義できる）に起こる。
熱帯モンスーン気候は南アジアや東南アジア諸国の北緯10度から北回帰線までの地域に多く見られ、アフリカ西部や南アメリカにも見られる。日本では小笠原諸島に見られる。
熱帯モンスーン気候の統計記録として、年間平均気温は約27.05 °C (80.69 °F)で、年間を通じての気温変化の平均は3.6 °C (2 °F)である。雨季と乾季の存在が、熱帯モンスーン気候のほかの熱帯気候に対する特徴であり、夏に降水量が多く冬には短いながらも乾燥した時期がある。年間降水量の平均は3409.2 mmだが、そのうち3115.9 mmは夏季の雨の多い時期に降り、冬には293.3 mmしか降らない。
この雨季と乾季も含めると熱帯モンスーン気候には大きく3つの季節がある。まず、少し涼しく乾燥した秋から冬の終わりにかけての季節と、春の乾燥した季節、そして夏やその前後の、モンスーンとも呼ばれる雨の多い季節である。モンスーンは通常季節風を指す用語だが、雨季に見舞われる地域ではこの季節風によってもたらされる大雨自体をモンスーンと呼ぶことがある。
熱帯モンスーン気候の地域の森林には、3層に分かれた構造の植生がある。地面に近い最初の層は、低木や草が密生する層であり、2番目の層は高さ15 mまでの木で構成される下層植生で、最上層が林冠と呼ばれる高さ25 mから40 mまでの樹木が密集する層である。さらにその上に、高さ35 mを超える高木で構成される巨木層と呼ばれる4番目の層が見られることもある。

## サバナ気候
サバナ気候は北緯・南緯ともに緯度10度から25度までの地域に分布し、熱帯気候の外縁部に相当する。この気候に属するのは、アフリカ中部や南アメリカの一部、オーストラリアの北部や東部などの地域である。日本では南鳥島がこれに属する。
サバナ気候の気温範囲は概ね20 °Cから30 °C(68 °Fから86 °F)で、このうち夏が25 °Cから30 °C、冬が20 °Cから30 °Cだが、定義上月平均気温が18 °Cを下回ることはない。
年間降水量は700から1000 mmで、最も少雨の月は冬であることが多く、その月の平均降水量は60 mmを大きく下回る。
サバナ気候の地域では陸地は平坦な草原で覆われた地域と森林地帯の2つがあり、この草原地帯は地球表面上の植生の20%を占める。この草原の植生には、アフリカヒゲシバやエンバク、ギョウギシバ、レモングラスなどが含まれる。